# Aphonoides karnyi
Aphonoides karnyi är en insektsart som beskrevs av Lucien Chopard 1940. Aphonoides karnyi ingår i släktet Aphonoides och familjen syrsor. Inga underarter finns listade i Catalogue of Life.